# Ginepro da Diecimo
Ginepro Puccini detto anche Ginepro da Decimo (... – 1788) è stato un teologo italiano.

## Biografia
Membro dei cappuccini come predicatore, nel suo Manuale istruttivo sopra la giustizia de' contratti e sopra l'iniquità dell'usure si occupò della legittimità del contratto nell'etica cristiana, con particolare attenzione all'assicurazione. Secondo Ginepro da Diecimo, la legittimità è possibile solo con quattro condizioni, ossia che il prezzo sia giusto, che i rischi siano reali, che l'oggetto dell'assicurazione esista, che l'assicuratore abbia l'equivalente della mercanzia assicurata.